# Melanie Oßwald
Melanie Oßwald (Nuremberg, 1er juin 1976) est une femme politique allemande. Elle est membre de l'Union chrétienne-sociale en Bavière.